# Герб Білоцерківського району
Герб Білоцеркі́вського райо́ну — офіційний символ Білоцерківського району Київської області.

## Опис
Гербовий щит має класичну чотирикутну форму із загостреною посередині нижньою частиною, лівий і правий нижні кути щита закруглені.
Щит скошений справа діагональною стрічкою малинового кольору, що проходить через центр щита від верхнього геральдично правого кута в лівий нижній кут щита.
Щит і діагональна стрічка мають срібну облямівку.
Верхнє поле щита розділене на три рівні по ширині смуги: середня має золотий колір, крайні — синій. На верхній синій смузі зображений золотий лук з трьома стрілами (елемент герба Білої Церкви).
Нижнє поле щита — зеленого кольору, на ньому зображено колос у вигляді рогу достатку.
Стрічка малинового кольору передає колір прапора Білої Церкви).
Золотий та синій — кольори прапора Київської області.
Зелене поле символізує родючі поля Білоцерківського району, золотий колос у — високі врожаї зернових культур.
Дві бічні лінії діагоналі поділяють герб на дві частини: історію і сучасність.